# 2023年中国火箭军腐败案
2023年中国人民解放军火箭军腐败案，簡稱火箭軍案，即一系列涉及中国人民解放军火箭军、中央军事委员会装备发展部、航天軍工企业和军工研发相关高校的腐败案件，也是中共二十大召开、习近平开始其第三个中共中央总书记和中央军委主席任期後，首宗涉及军方最高层的腐败案件。
2023年7月起，陸續有軍隊和軍工企業高級幹部被免職，有的已被罷免人大代表、撤銷政協委員資格，有的被开除中共党籍。涉及人士包括中央軍委委員、国务委员兼国防部部长李尚福，全部三任火箭军司令员李玉超、周亚宁、魏凤和等。李尚福、魏凤和的腐败情况在2024年6月27日被首次公开证实，但腐败案的完整涉事人员名单和具体情形并未披露。

## 背景
2022年10月，美国空军大学下属的中国航空航天研究所（CASI）曾发布一份255页的《中国火箭军报告》，内容详尽，包括火箭军组织构成、指挥官和高层负责人身份、各级部队位置和坐标、部署的导弹种类等信息。前海军中校姚诚认为，这种水平的情报不可能从下层干部得到，因此这表明泄露军事机密的情况发生在火箭军高层。这也可能是调查火箭军的原因之一。
2023年7月4日，火箭军前副司令员吴国华去世，官方7月25日发布讣告称脑溢血病逝，但其老上司张小阳（前中共中央军委副主席张震之子）在微信朋友圈发文称其在家中自缢，引发外界对火箭军大肃清的猜测。

## 查辦與披露經過

### 解放军方面
| 罢免日期       | 姓名   | 军职                                   | 作出罢免决定的军人代表大会 | 原因             | 备注                                                 |
| -------------- | ------ | -------------------------------------- | -------------------------- | ---------------- | ---------------------------------------------------- |
| 2023年7月7日   | 张振中 | 中央军委联合参谋部原副参谋长           | 中央军委联合参谋部         | 涉嫌严重违纪违法 |                                                      |
| 2023年9月26日  | 吕 宏  | 火箭军装备部原部长                     | 火箭军                     | 涉嫌严重违纪违法 |                                                      |
| 2023年9月26日  | 李玉超 | 火箭军原司令员                         | 火箭军                     | 涉嫌严重违纪违法 |                                                      |
| 2023年9月26日  | 周亚宁 | 火箭军原司令员                         | 火箭军                     | 涉嫌严重违纪违法 |                                                      |
| 2023年11月27日 | 鞠新春 | 南部战区原副司令员兼南部战区海军司令员 | 海军                       | 涉嫌严重违纪违法 | 曾任南海舰队装备部部长                               |
| 2023年11月28日 | 张育林 | 中央军委装备发展部原副部长             | 中央军委装备发展部         | 涉嫌严重违纪违法 |                                                      |
| 2023年11月28日 | 饶文敏 | 中央军委装备发展部原副部长             | 中央军委装备发展部         | 涉嫌严重违纪违法 |                                                      |
| 2023年12月4日  | 丁来杭 | 空军原司令员                           | 空军                       | 涉嫌严重违纪违法 | 在11月被传出因涉及北京西郊机场的工程腐败案正接受调查 |
| 2023年12月5日  | 李传广 | 火箭军原副司令员                       | 火箭军                     | 涉嫌严重违纪违法 |                                                      |
| 2024年2月27日  | 李志忠 | 中部战区副司令员                       | 陆军                       | 涉嫌严重违纪违法 | 曾任陆军装备部部长                                   |
| 2024年7月11日  | 李尚福 | 中央军委原委员、國防部原部長           |                            | 涉嫌严重违纪违法 | 曾任中央军委装备发展部部长                           |

2023年7月26日，中央军委装备发展部发布公告，公开征集2017年10月以来的军事装备采购招标违规线索，开展装备采购招标违规违纪整肃行动。
7月28日，香港《南华早报》引述消息人士报道称，中央军事委员会纪律检查委员会及解放军审计部门，正对火箭军司令员李玉超、副司令员刘光斌及前副司令员张振中展开调查，据称三人已被中共中央军委反腐机构调查人员带走。
7月31日，中央军委舉行儀式，晉升火箭军司令员王厚斌、政治委员徐西盛为上将。这表明原任火箭軍司令員李玉超和政委徐忠波已雙雙被調離原職，改由原任海军副司令员的王厚斌和原任南部战区副政委兼战区空军政委的徐西盛接任。
李尚福于2017至2022年間任中央軍委裝備發展部長，後任中央軍委委員、国务委员兼国防部部长。他自8月29日在北京出席中非和平安全论坛後，就未再出席過公開活動。中央軍委紀委8月31日對他立案審查，他于10月24日被全國人大常委會免去（国家）中央军委委员、国务委员、国防部部长职务。
9月21日，原火箭軍司令員、後官至中央軍委委員、國務委員、國防部部長的魏凤和被中央軍委紀委立案审查调查。
9月28日，火箭軍少將李同建，因涉嫌严重违纪和职务犯罪，被駐京部隊軍人代表大會罷免北京市人大代表職務。這一信息11月25日在《北京日報》紙質本刊登披露。
12月29日，全国人大常委会確認了上述张振中、张育林、饶文敏、鞠新春、丁来杭、吕宏、李玉超、李传广、周亚宁九人的全國人大代表資格終止，並向外界公告宣佈；常委會還任命原任海军司令员的董军上将为国防部部长。這是中國官方首度披露有關火箭軍高層違紀違法的信息。
2024年2月7日，在新华社发布的春节前夕看望老同志名单中没有出现已退休的前国务委员兼国防部部长魏凤和。但在2024年4月，全国人大常委会原副委员长乌云其木格逝世后，魏凤和又和戴秉国、常万全、赵克志等前国务委员联名送去花圈。
2024年6月27日，中共中央总书记习近平主持召开中共中央政治局会议，决定给予魏凤和、李尚福开除党籍处分，将二人涉嫌犯罪问题移送军事检察机关审查起诉。此前，中央军委已开除两人军籍、取消其上将军衔。
2024年7月18日，中共二十屆三中全會通过李尚福、李玉超、孙金明严重违纪违法问题的审查报告，确认中央政治局之前给予上述三人开除党籍的处分。
2024年10月11日，火箭军研究院总工程师兼研究员肖龙旭被免去第十四届全国政协委员职务，有消息称其免职与该案有关。中国工程院官网已删除他的相关履历。

### 军工企业方面
2023年12月13日，中国兵器工业集团所属北奔重型汽车集团科技委常务副主任委员郭平晓被查。
12月27日，全国政协主席会议撤销了吴燕生、刘石泉、王长青三人的全國政協委员资格，提请第五次常委会会议追认。吴燕生是中国航天科技集团董事长；刘石泉是中国兵器工业集团董事长，曾任中国航天科工集团总经理；王长青是中国航天科工集团副总经理，曾任集团下属的第三研究院（负责导弹研发）副院长。
2024年1月29日，全國政協主席會議撤銷了王小军的全國政協委員资格，提请第五次常委会会议追认。王小军曾任中国运载火箭技术研究院院长和长征七号运载火箭总指挥，此次王小军被撤销政协委员资格也被认为与火箭军腐败案有关。
2月4日，中国兵器工业集团长春设备工艺研究所原党委书记张建武被查。
2月5日，中国南方电网党组成员、纪检监察组组长龙飞涉嫌严重违纪违法，正在接受调查。龙飞曾任中国航天科工集团办公厅总经理办公室主任、党组秘书。
2月27日，湖北省人大常委会决定接受原中国航天科工集团第二研究院副院长冯杰鸿辞去第十四届全国人民代表大会代表职务。
4月3日，中国兵器工业集团装备保障部原部长李照智涉嫌严重违纪违法，目前正在接受调查。
4月26日，第十四届全国人民代表大会常务委员会发布第四号公告，航天投资控股有限公司党委书记、董事长韩树旺涉嫌严重违纪违法，其第十四届全国人大代表资格终止。河北省第十四届人大常委会第八次会议此前于3月28日决定罢免韩树旺的第十四届全国人大代表职务。有消息指他的落马可能与该案有关。
8月3日，中国核工业集团资本运营中心副主任左足清涉嫌严重违纪违法被查。
8月30日，中国航空工业集团原党组书记、董事长谭瑞松涉嫌严重违纪违法被查。

### 军工研发高校方面
2024年8月16日，中央军事委员会后勤保障部下屬的军队采购网发布公告，宣布西安工業大學因「围标串标」，西安交通大學與西南交通大學則因「串通投标」，被火箭軍禁止參與其採購活動，直至2027年8月16日。

## 官方評論
2023年8月31日国防部新闻发言人吴谦在例行記者會上，被问及火箭军指挥官的重组和前国防部长李尚福的下落时说：“我们将调查每一个案件，打击每一个腐败官员。中国军队依法治军，对腐败零容忍。”这是案件傳出后中國軍方首次提及军队高层反腐。
2024年1月12日，中央軍委紀委召開擴大會議，聽取軍委紀委書記張升民作工作報告。中央軍委副主席何衛東在會上講話，說要“以更嚴標準管住管好‘關鍵少數’，以清零見底的決心破除行業積弊”。
2024年6月17日至19日，习近平主动召开中央军委政治工作会议，指出当前政治建军存在“深层次矛盾和问题”，需要铲除腐败滋生的土壤和条件。各级特别是高级干部要深刻反思，认真整改。
2024年6月27日，中共中央政治局會議審議通過中央军委《关于李尚福问题审查结果和处理意见的报告》及《关于魏凤和问题审查结果和处理意见的报告》。新聞稿披露，对二人违纪审查的评语是：
|                  | 李尚福 | 魏凤和                                   |
| ---------------- | --- | ---------------------------------------- |
| 严重违反政治纪律 | 不履行全面从严治党政治责任，对抗组织审查                                                                                                   | 不履行全面从严治党政治责任，对抗组织审查 |
| 严重违反组织纪律 | 违规为本人和他人谋取人事利益 | 违规为他人谋取人事利益                   |
| 经济犯罪         | / | 严重违反廉洁纪律，违规收受礼品礼金       |
| 经济犯罪         | 利用职务便利为他人谋取利益并收受巨额钱款，涉嫌受贿罪                                                                                       |                                          |
| 经济犯罪         | 为谋取不正当利益送给他人钱款，涉嫌行贿罪                                                                                                   | /                                        |
| 其他             | 审查调查中还发现其他严重违纪违法问题线索                                                                                                   | 审查调查中还发现其他严重违纪违法问题线索 |
| 评语             | 背弃初心使命、丧失党性原则 | 信仰坍塌、忠诚失节                       |
| 评语             | 严重污染军队装备领域政治生态和行业领域风气                                                                                                 | 严重污染部队政治生态                     |
| 评语             | 其行为辜负党中央、中央军委信任重托。给党的事业、国防和军队建设，以及高级领导干部形象造成极大损害，性质极其严重，影响极为恶劣，危害特别巨大 |                                          |

## 分析
《朝鲜日报》和自由亚洲电台评论员陈破空认为，习近平任命其他军种出身的将领担任火箭军领导，意味着他已经不再信任火箭军的任何人。
《明报》引述消息透露，曝光的9名“出事”军头只是军事装备采购弊案中有全国人大职务的部分将领，后续还有一批被查处的解放军人员将陆续曝光。
《星岛日报》引述分析人士指出，全国人大常委会一口气免去9名将领的人大代表资格，非同寻常，一是显示案件牵连甚广，引发了军队大地震，二是反映案件已进入准备官方“证实”阶段，但由于涉及大量军事敏感信息，相信案件只会“局部曝光”。
美国空军大学中国航空航天研究所研究主任李伊（Roderick Lee）表示，火箭军集体腐败案动摇习近平对台湾动武的信心，同时由于10年的反腐败工作没有取得太大成果，让其感到沮丧。
台湾国立政治大学国际关系研究中心主任寇健文指出，这次被罢免的解放军人大代表，背景大多为技术军官，且集中在火箭军与装备采购系统，显示这两大系统“出大事了”。寇健文推测，李尚福落马与9名军官被罢免有相关，更显示解放军已掀起大案，只是此案会牵连多广，现阶段还难以预估。
台湾“中共研究杂志社”发表文章分析火箭军贪腐案对中共军队战斗力影响，作者张竞指出，尽管火箭军贪污腐败案涉及层级相当高，涉案人员涵盖范围亦确实广泛，但中共体系运作并未阵脚大乱，仍然依据各项章法规条，循序进行各项议程，完成相关人事惩处罢黜程序。